# إي. أ. شيرمان
إي. أ. شيرمان هو محامي وسياسي أمريكي، ولد في 19 يونيو 1844 في ويلند في الولايات المتحدة، وتوفي في 15 يونيو 1916 في سو فولز في الولايات المتحدة. نشط حزبياً في الحزب الجمهوري. وقد انتخب عضو مجلس نواب داكوتا الجنوبية ‏.